# Římskokatolická farnost Rynárec
Římskokatolická farnost Rynárec je územním společenstvím římských katolíků v rámci pelhřimovského vikariátu českobudějovické diecéze.

## O farnosti

### Historie
Plebánie je v Rynárci doložena už v roce 1203, kdy zde pražský biskup Daniel konsekroval kostel. Plebánie později zanikla a Rynárec se stal součástí farnosti Červená Řečice. Samostatná farnost byla obnovena až v roce 1707.

### Současnost
Farnost je administrována ex currendo z Horní Cerekve.
| Kostel              | Místo      | Bohoslužba             | Bohoslužba             | Poznámka     |
| ------------------- | ---------- | ---------------------- | ---------------------- | ------------ |
| Kaple               | Dobrá Voda | neslouží se pravidelně | neslouží se pravidelně | obecní kaple |
| Kostel sv. Vavřince | Vyskytná   | neděle čtvrtek         | 7.30 15.15             | farní kostel |